# Сахалин Энерджи
Сахалин Энерджи Инвестмент Компани Лтд (англ. Sakhalin Energy Investment Company Ltd.) — компания, бывший оператор проекта «Сахалин-2».
В 2022 году Президент России Владимир Путин подписал указ, согласно которому компанию «Сахалин Энерджи» заменило новое российское юрлицо ООО «Сахалинская Энергия», а имущество компании перешло в собственность РФ. С 19 августа 2022 года все права и обязанности по Соглашению о разделе продукции при освоении Пильтун-Астохского и Лунского месторождений на северо-восточном шельфе острова Сахалин перешли от компании «Сахалин Энерджи Инвестмент Компани ЛТД.» к обществу с ограниченной ответственностью «Сахалинская Энергия».
Нефтегазовая компания Сахалин Энерджи Инвестмент Компании ЛТД была учреждена в 1994 году на Бермудских Островах в соответствии с Соглашением о разделе продукции, заключённым иностранными компаниями с Российской Федерацией, с целью разработки Пильтун-Астохского нефтяного и Лунского газоконденсатного месторождений в Охотском море, на шельфе острова Сахалин.

## Основные виды деятельности
- разработка Пильтун-Астохского нефтяного и Лунского газоконденсатного месторождений, находящихся в Охотском море на шельфе острова Сахалин;
- операции по разведке и добыче нефти и природного газа;
- производство и реализация нефти и сжиженного природного газа (СПГ).

## Управление и акционеры
Свою деятельность компания осуществляет на основании Соглашения о разделе продукции (СРП).
Руководящий орган компании — Комитет исполнительных директоров.
При создании «Сахалин Энерджи» акционерами выступили три иностранные компании: англо-голландская «Shell» (55 %) и японские «Mitsui» (25 %) и «Mitsubishi» (20 %).
В апреле 2007 года произошло существенное изменение состава собственников — в компанию «Сахалин Энерджи» вошла и стала главным акционером российская компания «Газпром», выкупившая у каждого из акционеров 50 % их доли. В результате с 2007 года состав акционеров «Сахалин Энерджи»:
- ПАО «Газпром» (50 % акций плюс одна акция);
- концерн «Шелл» (27,5 % акций минус одна акция);
- группа компаний «Мицуи» (12,5 % акций);
- группа компаний «Мицубиси» (10 % акций).

В конце февраля 2022 года, после российского вторжения на Украину, Shell объявила о выходе из совместных проектов с «Газпромом», в том числе и из «Сахалина-2». 30 июня 2022 года Президент России Владимир Путин подписал указ о передаче всего имущества Sakhalin Energy в собственность России с одновременной передачей в безвозмездное пользование новому оператору проекта «Сахалин—2». В течение месяца после создания новой компании акционеры «Сахалин Энерджи Инвестмент Компани Лтд» должны были сообщить правительству РФ, согласны ли они получить доли в новом операторе. При отказе участвовать в новой компании правительство должно было оценить их доли и продать их, а средства от продажи зачислить на счет типа «С», открытый на имя акционера.

## Производственные объекты компании
- три морские нефтегазодобывающие платформы: «Пильтун-Астохская-А» (ПА-А/«Моликпак»), «Пильтун-Астохская-Б» (ПА-Б) и «Лунская-А» (ЛУН-А);
- транссахалинская трубопроводная система;
- объединенный береговой технологический комплекс;
- насосно-компрессорная станция;
- производственный комплекс «Пригородное», (включающий в себя терминал отгрузки нефти и завод по производству сжиженного природного газа (СПГ);
- два узла учета и отбора газа (для передачи газа, в том числе для целей газификации Сахалинской области).

## Нефть
В 2022 году Общество отгрузило из порта Пригородное около 31,5 млн барр. (около 3,9 млн т) Sakhalin Blend, что составило 45,0 стандартной партии нефти (одна стандартная производственная партия нефти составляет 700 тыс. барр.).
Доля Sakhalin Blend, отгружаемой «Сахалинской Энергией» в АТР, составляет около 0,24% суммарного объема нефти, потребляемого в этом регионе.

## Сжиженный природный газ
В 2022 году «Сахалинская Энергия» отгрузила из порта Пригородное около 11,5 млн т СПГ, что составило около 176,8 стандартных партий СПГ (одна стандартная партия СПГ составляет 65,0 тыс. т).
В 2022 году доля сахалинского СПГ составила около: 2,9% общемирового спроса на СПГ, 4,4% спроса в АТР, 9,1% спроса в Японии, 4,1% спроса в Южной Корее, 3,2% спроса в Китае, 3,1% спроса в Индонезии.

## Природный газ
С начала поставок проекта «Сахалин-2» российской стороне передано около 13 674,6 млн м³ (включая 1 210,5 млн м³ в 2022 году) природного газа.

## Финансовые показатели
По итогам 2022 года, согласно данным, подготовленным в соответствии с международными стандартами финансовой отчетности (МСФО), выручка «Сахалинской Энергии» составила $9 608 млн, чистая прибыль − $4 005 млн.

## Экология
Природоохранная деятельность компании осуществляется в соответствии с законодательством Российской Федерации об охране окружающей среды и международными стандартами. «Сахалин Энерджи» осуществляет производственный экологический контроль на своих объектах для выполнения требований природоохранного законодательства, соблюдения установленных нормативов в области охраны окружающей среды, обеспечения рационального использования природных ресурсов и выполнения планов уменьшения воздействия на окружающую среду.

## Социальная ответственность компании
С 1994 года компания принимает участие в реализации социальных программ на территории Сахалинcкой области, которые затрагивают такие сферы, как:
- охрана окружающей среды и биоразнообразия;
- безопасность;
- образование;
- культура и искусство;
- охрана здоровья;
- содействие развитию коренных малочисленных народов Севера Сахалинской области.

В ноябре 2009 года «Сахалин Энерджи» присоединилась к Глобальному договору ООН.

## Награды компании в 2016–2020 годах
- Победа в конкурсе PR-проектов «КонТЭКст». В номинации «Социальные проекты» победил проект компании «Сохранение и популяризация культурного и языкового наследия сахалинских нивхов».
- Победитель всероссийского конкурса РСПП в номинации «За экологическую ответственность».
- Лидер экологического рейтинга среди нефтегазовых компаний России 2016 года.
- Лидер корпоративной благотворительности, конкурса, организованного в 2016 году деловой газетой «Ведомости», компанией PricewaterhouseCoopers и «Форумом Доноров»[11].
- Лидер производительности труда. «Сахалин Энерджи» вошла в число лидеров Всероссийской премии «Производительность труда: Лидеры промышленности России-2016» и заняла вторые места в номинации «ТОП-100: Лидеры промышленности России-2016» и «ТОП-30: Лидеры по производительности труда в нефтегазовой промышленности России»
- Доска почёта города Южно-Сахалинска. Компания занесена на Доску почета города Южно-Сахалинска.
- Призёр конкурса People Investor. Победа в номинации «Развитие местных сообществ и волонтёрская деятельность» с проектом «Сохранение и популяризация культурного и языкового наследия сахалинских нивхов».
- Победитель конкурса РСПП. Гран-при конкурса РСПП «Лидеры российского бизнеса: динамика и ответственность» в номинации «За высокое качество отчётности в области устойчивого развития».
- Лидер экологического рейтинга. В 2019 году, четвёртый год подряд (2016—2019 гг.) «Сахалин Энерджи» возглавила рейтинг открытости нефтегазовых компаний России в сфере экологической ответственности.
- Лауреат Национальной премии в области импортозамещения «Приоритет-2019». На конкурс был представлен проект импортозамещения услуг по утилизации буровых отходов, реализуемый совместно с российской компанией АКРОС.
- Лидер премии «Производительность труда: Лидеры промышленности России» (третий год подряд). С показателем производительности труда 180,75 млн руб./чел. в год «Сахалин Энерджи» возглавила основную номинацию.
- Победитель конкурса Министерства энергетики РФ на лучшую социально ориентированную компанию нефтегазовой отрасли. В 2019 году компания победила в номинации «Развитие трудового и личностного потенциала работников».

«Публичный нефинансовый отчет компании нефтегазового сектора»;
- Лауреат Национальной отраслевой премии «Путь инноваций». В 2019 году заняла второе место в номинации «Лучшая инновационная компания ТЭК»
- Победитель всероссийского конкурса РСПП. В 2019 году «Сахалин Энерджи» победила в двух номинациях:

«За вклад в социальное развитие территорий»;
«За развитие кадрового потенциала».
- «Сахалин Энерджи» признана одним из лидеров рейтинга социальной эффективности крупнейших российских компаний 2020 и стала лучшей в нефтегазовой отрасли (согласно рейтингу AK&M).
- «Сахалин Энерджи» победила в трёх номинациях конкурса Минэнерго России на лучшую социально ориентированную компанию нефтегазовой отрасли в 2020 году:

«Развитие трудового и личностного потенциала работников»;
«Благотворительная деятельность организации»;
«Лучший публичный нефинансовый отчет компании нефтегазового сектора. Компании численностью до 4 тысяч человек».
- «Сахалин Энерджи» присвоен класс А1 в первом антикоррупционном рейтинге российского бизнеса, проводимом Российским союзом промышленников и предпринимателей (РСПП). Это высший класс для оценки деятельности бизнеса в вопросах противодействия взяточничеству и коррупции и внедрения корпоративной системы деловой этики.
- «Сахалин Энерджи» присвоена наивысшая категория А+ («Лидеры») в рамках рейтинга ежегодного проекта «Лидеры корпоративной благотворительности» Ассоциации грантодающих организаций «Форум Доноров» в партнерстве с компанией EY в России и ИД «Коммерсант».

1. 1 2 3  http://www.rbc.ru/companies/id/246
2. ↑  Рейтинг крупнейших компаний России по объему реализации продукции — Эксперт РА.
3. ↑  «Сахалин Энерджи». Дата обращения: 22 июля 2015. Архивировано из оригинала 23 марта 2017 года.
4. ↑  Р. И. А. Новости. Bloomberg: Путин одним указом вызвал жесткую борьбу на Западе. РИА Новости (3 июля 2022). Дата обращения: 29 октября 2022. Архивировано 5 июля 2022 года.
5. ↑  Одна акция Sakhalin Energy может принести $1,8 млрд за четыре года. Дата обращения: 1 июля 2022. Архивировано 1 июля 2022 года.
6. 1 2  СПГ-проект «Сахалин-2» получит оператора в российской юрисдикции. Дата обращения: 1 июля 2022. Архивировано 3 июля 2022 года.
7. ↑  Смена караула. Электронное СМИ газета "Время новостей" N°69 (19 апреля 2007). Дата обращения: 28 января 2021. Архивировано 1 февраля 2021 года.
8. ↑  Mitsui и Mitsubishi подтвердили намерение профинансировать третью линию «Сахалина-2». Rambler News Service (21 апреля 2017). Дата обращения: 28 января 2021. Архивировано 2 февраля 2021 года.
9. ↑  Общие сведения. Нефтегазовая компания «Сахалин Энерджи Инвестмент Компани Лтд.». Дата обращения: 2 апреля 2019. Архивировано 2 апреля 2019 года.
10. ↑  Путин передал государству имущество компании — оператора «Сахалина-2». Дата обращения: 1 июля 2022. Архивировано 1 июля 2022 года.
11. ↑  Церемония награждения 2016. Форум Доноров | Ассоциация грантодающих организаций. Дата обращения: 29 октября 2022. Архивировано 28 ноября 2022 года.